# Bryum pachycladum
Bryum pachycladum là một loài rêu trong họ Bryaceae. Loài này được Cardot ex P. de la Varde mô tả khoa học đầu tiên năm 1925.